# Ydalekatastrofen

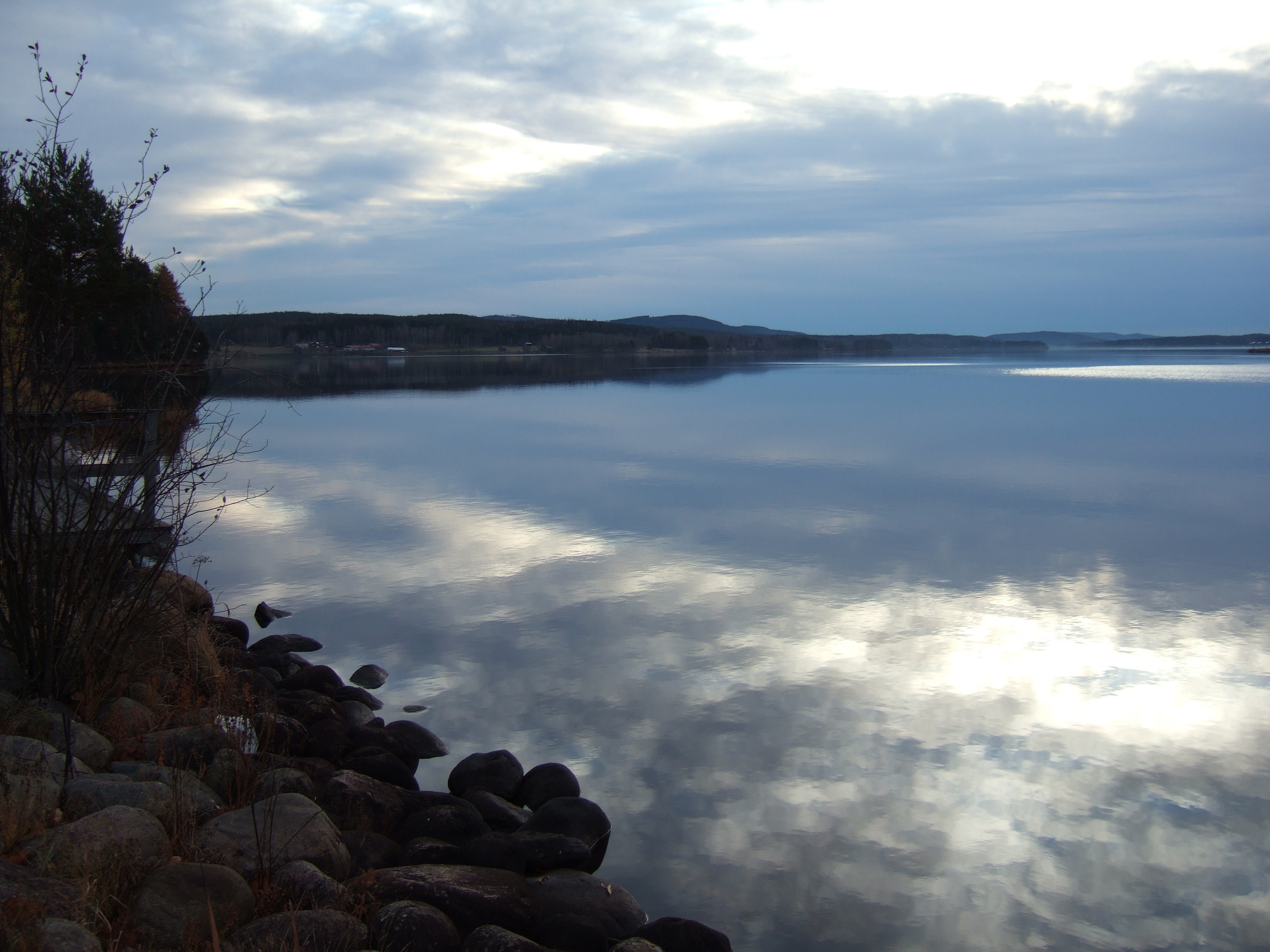
Sjön Varpen, sedd från Bollnäshållet.

Ydalekatastrofen var en sjöolycka som krävde 15 människoliv den 22 augusti 1896. Olyckan inträffade på sjön Varpen i Bollnäs kommun. Det var vuxna och elever från den så kallade dövstumskolan i Bollnäs som skulle åka till en ö i ångbåten Ydale. Båten sjönk och 13 barn och två vuxna drunknade.

## Förlopp
Eleverna på skolan hade precis kommit tillbaka efter sommarlovet och skulle få göra en utflykt till Gullhammarön i Varpen. Skolan hade hyrt in den lilla ångbåten Ydale, åtta meter lång. Ydale kunde bara ta 22 personer så man kom fram till att man skulle göra mer än en tur. Det bestämdes att flickorna skulle få åka med först, och så skulle pojkarna gå ut till Långnäs udde och hämtas där. Ombord när olyckan inträffade fanns maskinisten Larson och hans son som skötte ångpannan, skolans rektor Johan Prawitz, hans döva fru Axelina som var handarbetslärare, lärarinnorna Toll, Lindstedt och Andersson, husmor Aspeqvist, tretton döva flickor och två döva pojkar.
Maskinisten passerade två flytande timmerupplag på väg ut till ön. Mellan upplagen fanns, en halv meter under vattenytan, en avsågad dykdalb - en kraftig pelare av stockar som använts för att förtöja båtar. Ydale körde rakt på dykdalben, kantrade och sjönk. Ett fyrtiotal båtar kom snart till olycksplatsen men för de flesta av passagerarna var det för sent. Axelina Prawitz, husmodern Aspeqvist, elva döva flickor och de båda döva pojkarna omkom vid olyckan.